# John Latham
John Latham (Eltham, 27 de junio de 1740-4 de febrero de 1837) fue un médico, naturalista y escritor británico.
Latham fue calificado como el abuelo de los ornitólogos australianos. Fue él el que estudió la mayor parte de las aves enviadas a Inglaterra y quien las clasificó. Entre ellos se puede citar al emú (Dromaius novaehollandiae), la cacatúa blanca (Cacatua alba), el águila audaz australiana (Aquila audax), la urraca australiana (Gymnorhina tibicen) y el guacamayo azul (Anodorhynchus hyacinthinus).
Hijo de un cirujano, Latham practicó la medicina en Dartford, condado de Kent, donde describió la curruca rabilarga (Sylvia undata). Se retiró en 1796 y se instaló en Hampshire.
Su primera obra sobre ornitología fue "A General Synopsis of Birds" (1781-1801) que contiene 106 láminas, todas realizadas por él. Describió numerosas especies desconocidas que descubrió en diversas "salas de curiosidades". Dentro de su obra, al igual que Buffon, no concede importancia al nombre de las especies. Más tarde, se daría cuenta de que únicamente la utilización del sistema binomial de nombres de Carlos Linneo permite la posterior identificación de nuevas especies. 
En 1790 publicó un Index Ornithologicus donde incluye el nombre binomial de todas las especies que él había descrito previamente. Llegó tarde, pues Johann Friedrich Gmelin ya había hecho aparecer su propia versión del Systema Naturæ de Linneo en la que nombraba las especies de Latham, teniendo en cuenta las normas de la nomenclatura, la de Gmelin tuvo prioridad.  
La tercera obra de Latham sobre las aves es su General History of Birds (1821-1828) donde incluye el nombre de numerosas especies de su colección personal. Esta se perdió y la determinación precisa de las especies es muy precaria. Además solo empleó parcialmente la nomenclatura binomial.
Latham mantuvo una correspondencia regular con Thomas Pennant, Joseph Banks y varios otros.

## Honores
Fue admitido en la Royal Society en 1775 así como en otras sociedades científicas extranjeras. También participó en la creación de la Sociedad linneana de Londres.

## Algunas publicaciones
- A general synopsis of birds, with a suppl. White, Leigh & Sothebys, London 1781-1802
- Latham, J. (1790). Index ornithologicus, sive systema ornithologiæ; complectens avium divisionem in classes, ordines, genera, species, ipsarumque varietates: adjectis synonymis, locis, descriptionibus, &c. (en latín). Vol. I. pp. i–xviii, 1–466. Londini (Londres): Leigh & Sotheby. Disponible en Biodiversitas Heritage Library.
- Latham, J. (1790). Index ornithologicus, sive systema ornithologiæ; complectens avium divisionem in classes, ordines, genera, species, ipsarumque varietates: adjectis synonymis, locis, descriptionibus, &c. (en latín). Vol. II. pp. 467–920. Londini (Londres): Leigh & Sotheby. Disponible en Biodiversitas Heritage Library.
- Allgemeine Übersicht der Vögel. Weigel, Nürnberg 1793
- Faunula Indica id est Catalogus animalium Indiae orientalis. Gebauer, Halle 1795
- A general history of birds. Jacob & Johnson, Winchester 1821-28

## Abreviatura (zoología)
La abreviatura Latham  se emplea para indicar a John Latham como autoridad en la descripción y taxonomía en zoología.

- Wright, N. John Latham, the naturalist of Kent and father of British ornithology. in Bygone Kent. 1980, v. 1: 231-235